# Wallace-fontein

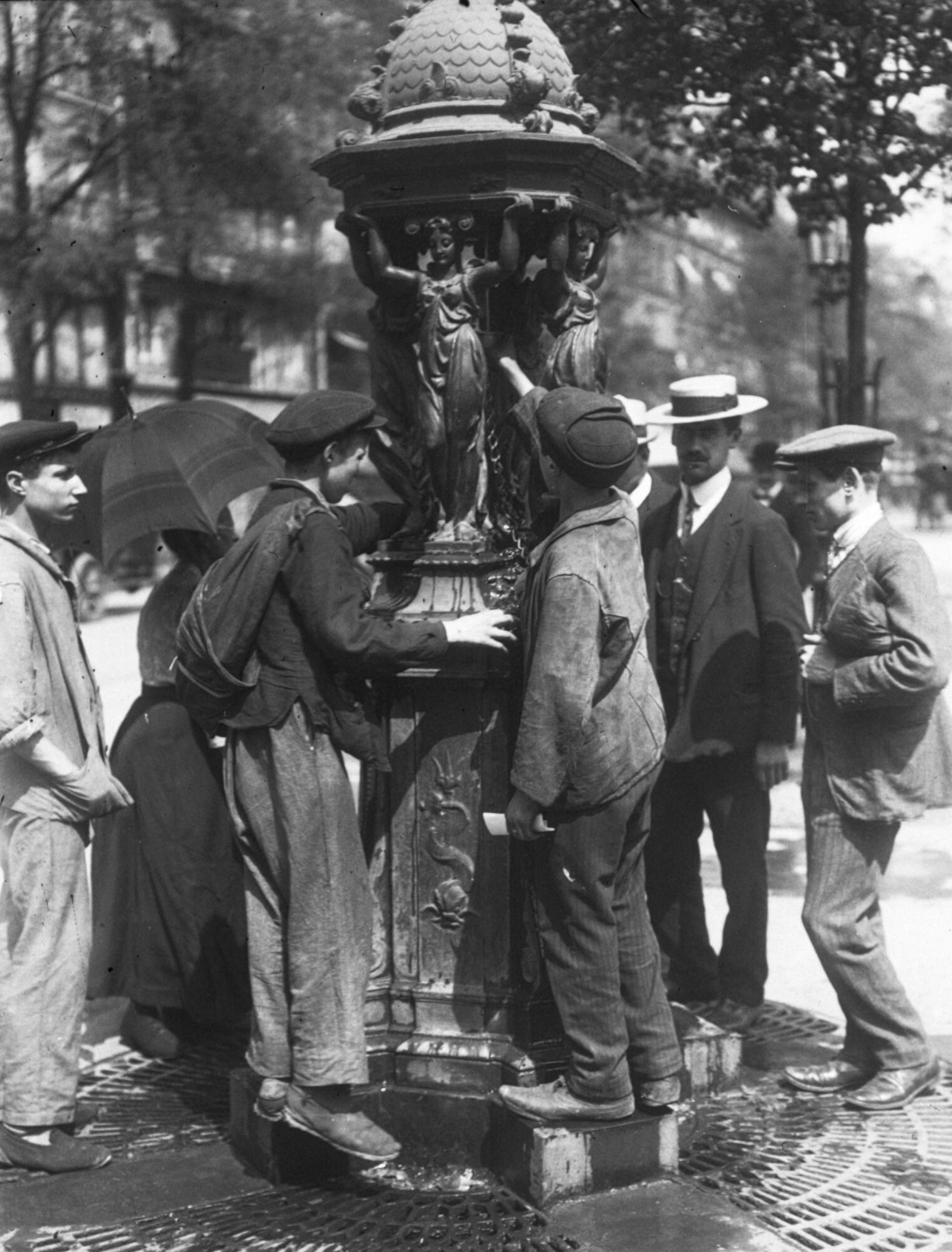
Mensen drinkend uit een Wallace-fontein, 1911.

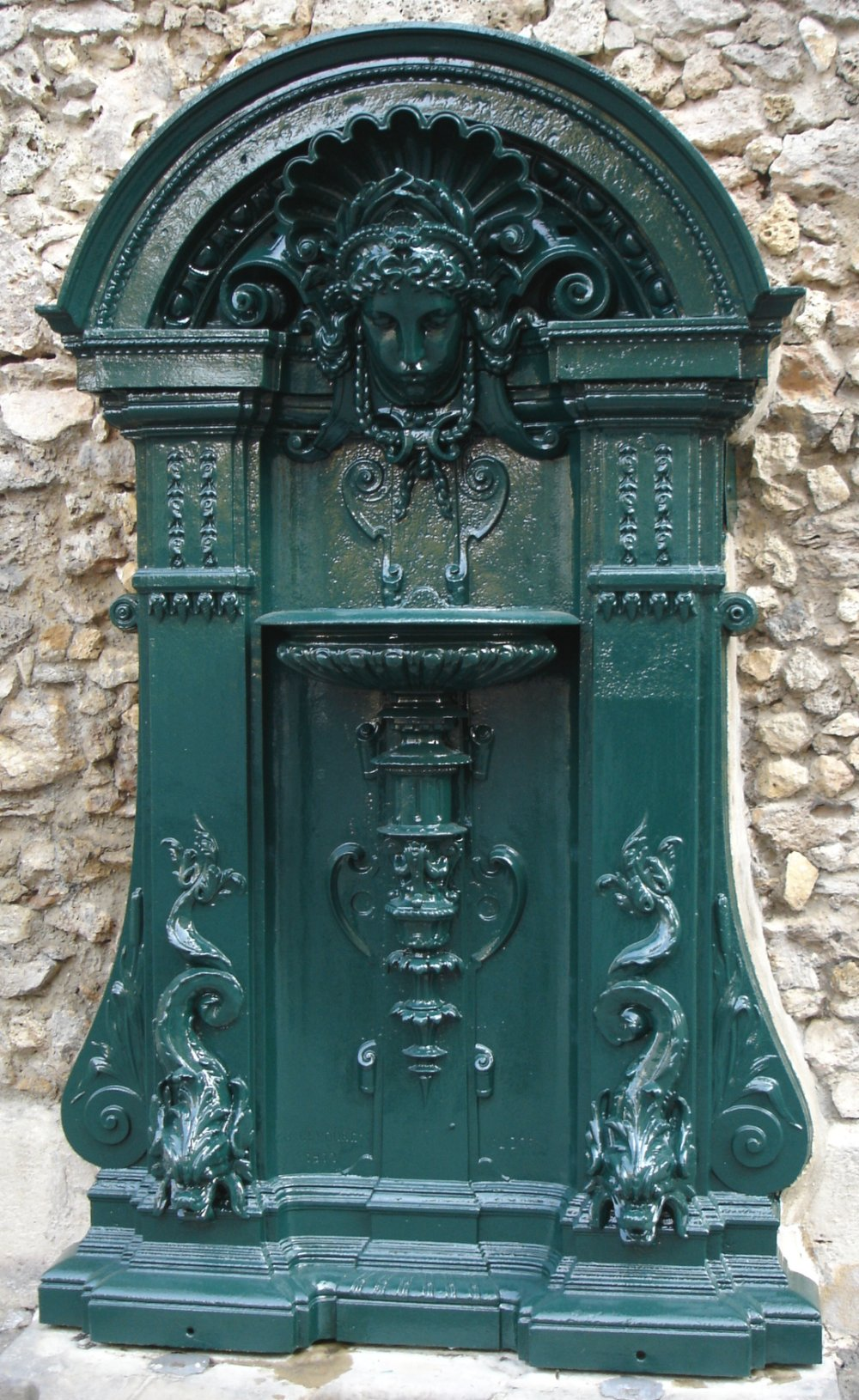
Een wandmodel.

De Wallace-fonteinen zijn openbare drinkfonteinen vernoemd naar, gefinancierd door en ruwweg ontworpen door de Engelse kunstverzamelaar Richard Wallace (1818-1890), oprichter van de Wallace Collection. Het uiteindelijke ontwerp en de sculptuur zijn van Wallace' goede vriend Charles-Auguste Lebourg, een beeldhouwer uit Frankrijk.
Het zijn grote gietijzeren sculpturen verspreid over de stad Parijs, voornamelijk langs de meest bezochte trottoirs. Ze worden wereldwijd erkend als een van de symbolen van Parijs en ook lokaal is er nooit publieke kritiek geweest.
De fonteinen werken van 15 maart tot 15 november, waardoor het risico van bevriezing er niet is.

## Achtergrond
Tijdens de Frans-Duitse Oorlog maakte Parijs moeilijke tijden door. De stad werd snel herbouwd, ondanks de verwoestingen die het had geleden. In minder dan tien jaar werd het getransformeerd, met nieuwe gebouwen en nieuwe boulevards. Bovendien was filantropie in de mode onder de rijke burgerij, die tal van 'goede werken' financierde (zoals het Rode Kruis en het Leger des Heils) om hun imago hoog te houden.
Onder deze filantropen was Wallace. Nadat hij in augustus 1870 een groot fortuin van zijn vader had geërfd, besloot hij dat alle Parijzenaars ervan moesten profiteren. Wallace' toewijding bracht hem ertoe om in zijn Parijse villa te blijven, zelfs toen de stad werd belegerd. In plaats van zijn toevlucht te zoeken op een van zijn vorstelijke landgoederen, stichtte hij een ziekenhuis waar de slachtoffers van de bombardementen opgenomen konden worden.
Van zijn talrijke bijdragen aan het Parijse erfgoed zijn de meest bekende de fonteinen die zijn naam dragen.

## De prijs van water
Als gevolg van het beleg van Parijs waren veel aquaducten vernietigd en was de prijs van water, die al hoger was dan normaal, aanzienlijk gestegen. Hierdoor moesten de meeste armen betalen voor water. Maar zij waren niet de enige mensen die gebruik zouden maken van de fonteinen. Iedere voorbijganger met dorst had er uiteindelijk profijt van.

## Het concept
Niet alleen voldeden de fonteinen aan de filosofie van Wallace om de behoeftigen te helpen, maar ze verfraaiden Parijs ook. Wallace ontwierp de fonteinen in eerste instantie zelf. Ze moesten echter aan een aantal strenge richtlijnen voldoen. Allereerst moesten ze hoog genoeg zijn om van veraf te kunnen worden gezien, maar niet zo hoog dat het een doorn in het oog zou zijn. Ten tweede moesten ze zowel mooi als nuttig zijn. Ten derde moest het project betaalbaar genoeg zijn om tientallen fonteinen te kunnen installeren. En tot slot moesten de materialen eenvoudig te onderhouden zijn.
De locaties en kleuren werden gekozen door het stadsbestuur.
In totaal werden er vier soorten Wallace-fonteinen gemaakt, variërend in hoogte en motief. Ze werden gemaakt van gietijzer, omdat dit materiaal populair en goedkoop was, en gemakkelijk te vormen. Het grootste deel van de kosten werd betaald door Wallace.
Gezien de wens het project zo snel mogelijk te voltooien, deed Wallace een beroep op Lebourg. Hij verbeterde Wallace' schetsen om er vervolgens kunstwerken van te maken. Voor het grote model creëerde Lebourg vier kariatiden die vriendelijkheid, eenvoud, liefdadigheid en soberheid vertegenwoordigen. Door de manier waarop ze haar knieën buigt, is elk kariatide uniek, zoals hieronder te zien is.

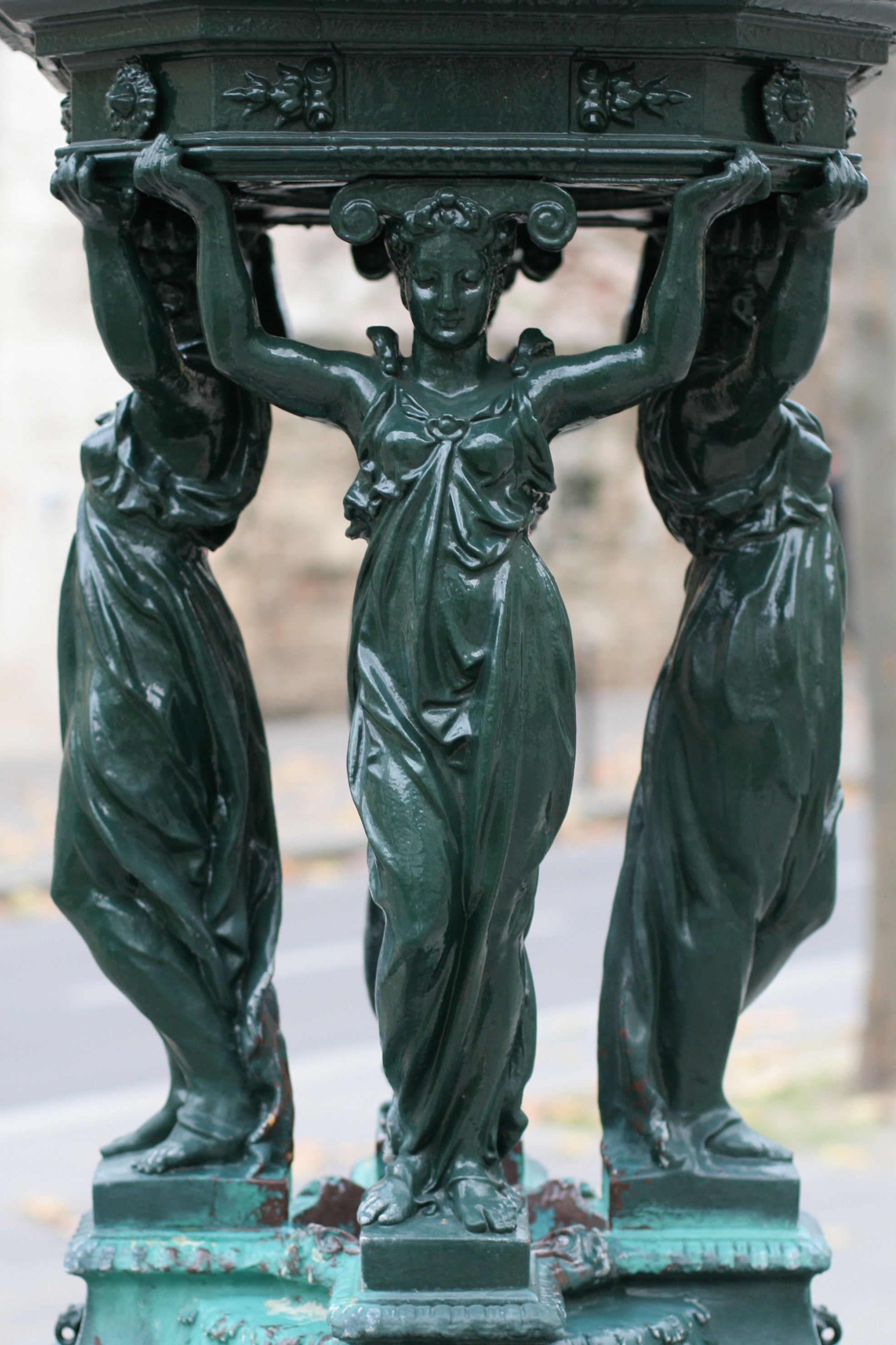
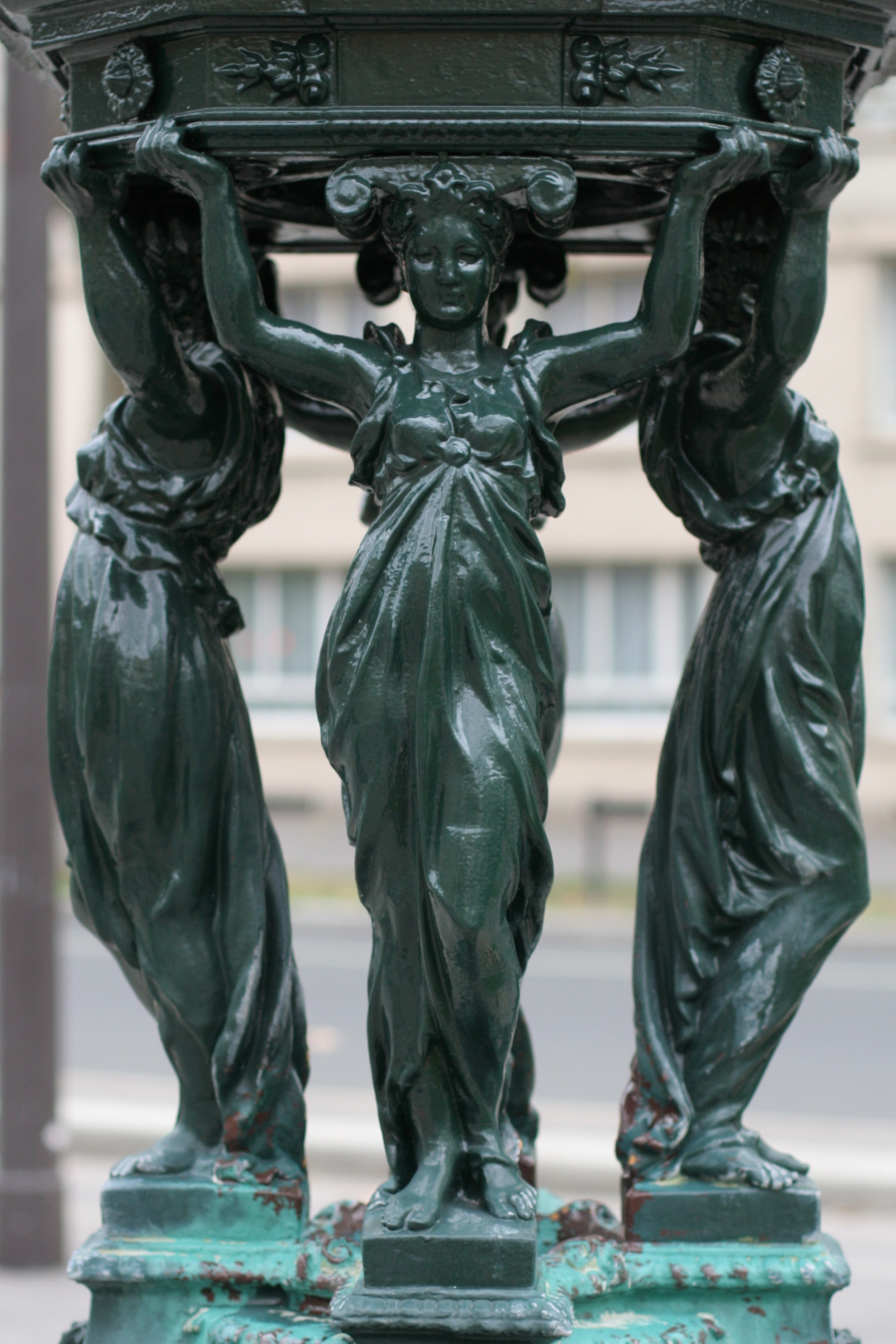
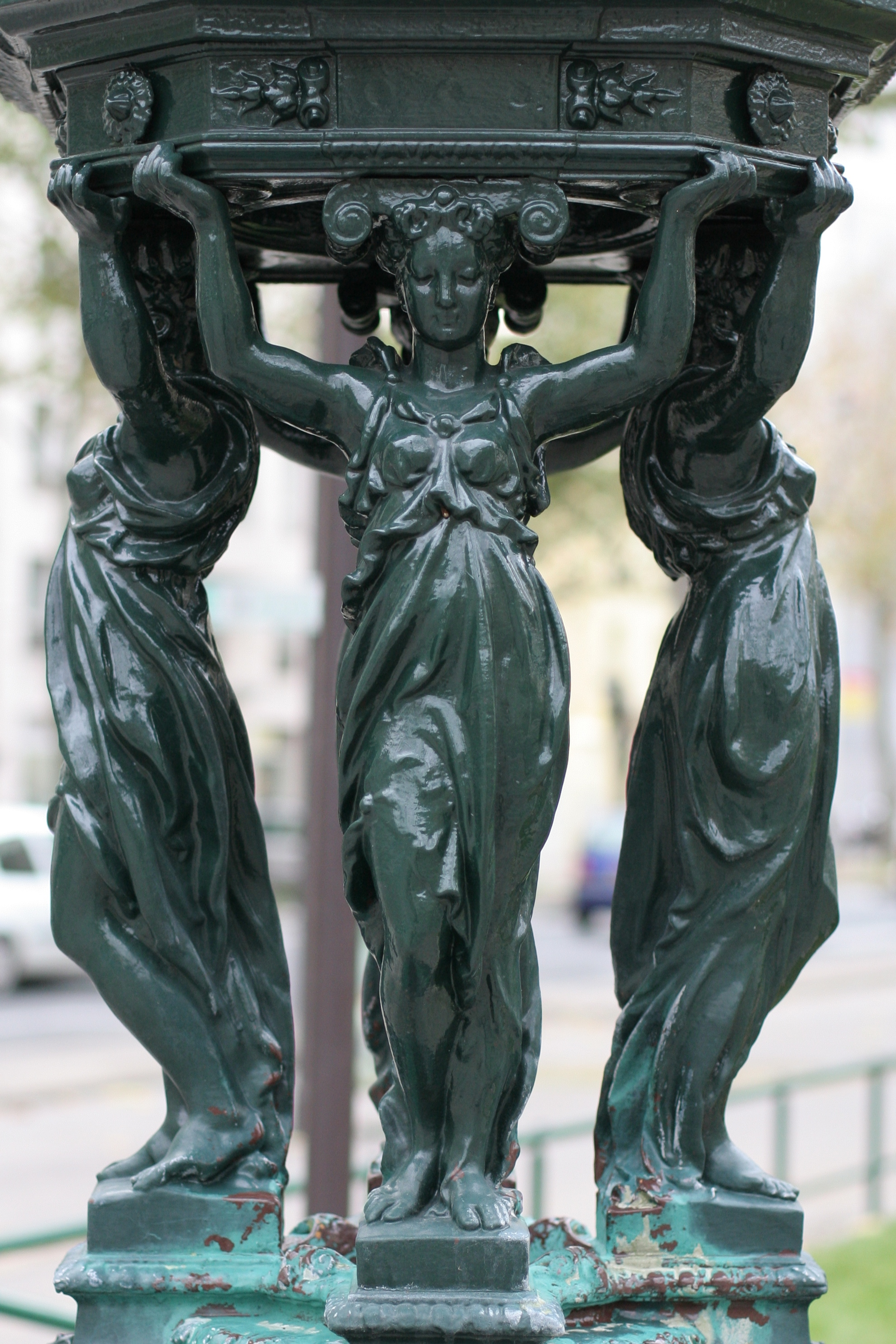
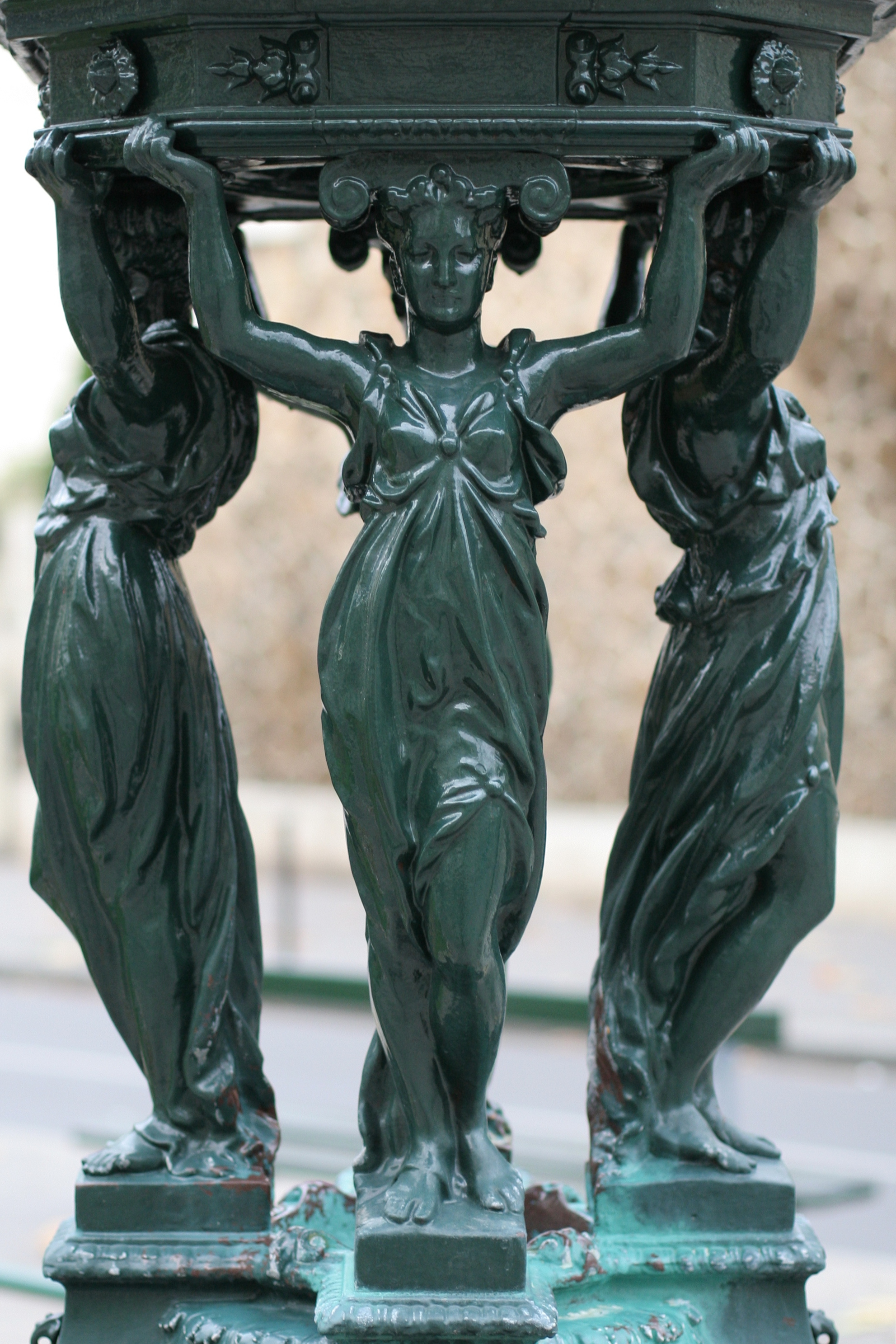

## Internationaal succes
De meeste Wallace-fonteinen, zo'n 100 stuks, staan in Parijs en in mindere mate in andere Franse steden, zoals Agen, Bordeaux, Clermont-Ferrand, Nantes en Puteaux. Verder zijn er losse exemplaren te vinden in Europese steden als Barcelona, Lissabon, Rotterdam en Zürich en ook in niet-Europese steden als Amman, Jeruzalem, Montevideo, Quebec en Rio de Janeiro.